# Georg Hochmuth
Georg Hochmuth (* 31. März 1800 in Bruck am Ziller; † 25. Jänner 1885 ebenda) war ein österreichischer Orgelbauer.

## Leben
Georg Hochmuth war Sohn eines Bauern. Er wird in den Matrikeln der Pfarre stets als „Orgelmacher“ bezeichnet. Nach einem Zeitungsbericht der Volks- und Schützenzeitung aus dem Jahr 1863 fertigte er ca. 40 Orgeln in Salzburg, Tirol und Bayern.

## Werkliste
| Jahr      | Ort                  | Gebäude                        | Bild | Manuale | Register | Bemerkungen                                                   |
| --------- | -------------------- | ------------------------------ | ---- | ------- | -------- | ------------------------------------------------------------- |
| 1825      | Fürstätt             | Pfarrkirche Fürstätt           |      |         |          | nicht erhalten                                                |
| 1830      | Oberhofen            | Pfarrkirche                    |      | I/P     | 11       | nicht erhalten, seit 1907 Orgel von Josef Behmann             |
| 1831      | Ranggen              | Pfarrkirche Ranggen            |      | I/P     | 10       | nicht erhalten, seit 1900 Orgel von Franz Weber               |
| 1833      | Bruck am Ziller      | Pfarrkirche Bruck am Ziller    |      | I/P     | 11       | nicht erhalten, seit 2008 Orgel von Christian Erler           |
| 1833      | Thiersee             | Pfarrkirche Hinterthiersee     |      |         |          | nicht erhalten, seit 1983 Orgel von Hubertus von Kerssenbrock |
| 1838      | Stans (Tirol)        | Alte Pfarrkirche Stans         |      | I/P     | 10       |                                                               |
| 1840      | Landl                | Pfarrkirche Landl              |      | I/P     | 10       | nicht erhalten                                                |
| 1843      | Unterlangkampfen     | Pfarrkirche Langkampfen        |      | I/P     | 12       | [ 1 ]                                                         |
| 1856      | Saalbach-Hinterglemm | Pfarrkirche Saalbach           |      | I/P     | 10       | nicht erhalten, seit 1999 Orgel von Pflüger Orgelbau          |
| 1858      | Weißbach bei Lofer   | Pfarrkirche Weißbach bei Lofer |      | I/P     | 6        | nicht erhalten, seit 1908 Orgel von Hans Mauracher            |
| 1859      | Mariastein (Tirol)   | Schloss Mariastein             |      | I/P     | 7        |                                                               |
| vor 1863  | Brixlegg             | Pfarrkirche Brixlegg           |      | II/P    | 16       | nicht erhalten, seit 1948 Orgel von Karl Reinisch’s Erben     |
| 1875      | Taxenbach            | Pfarrkirche Taxenbach          |      | II/P    |          | eventuell rückgeführtes Gehäuse erhalten                      |
| nach 1876 | Breitenbach am Inn   | Pfarrkirche Breitenbach am Inn |      |         |          | nicht erhalten, seit 2004 Orgel von Christian Erler           |
| 1877      | Angath               | Pfarrkirche Angath             |      | I/P     | 12       | nicht erhalten                                                |